# Forte (Vortragsbezeichnung)
Forte (ital. stark, laut), abgekürzt f, ist als musikalische Vortragsbezeichnung das dynamische Gegenstück zu piano. Abgeleitete Bezeichnungen sind:
- fortissimo (ff), sehr stark
- fortefortissimo (fff), äußerst stark
- fortississimo (fff), so laut wie möglich
- mezzoforte (mf), mittelstark
- fortepiano (fp), stark und sogleich wieder leise (siehe Akzent)

In der Literatur erscheinen die Vorschriften forte und piano zuerst bei Giovanni Gabrieli (Sonata pian' e forte, 1597) und Adriano Banchieri (Il Metamorfosi Musicale, 1600). Etwa seit dem 18. Jahrhundert werden manchmal modifizierende Beiwörter wie poco (etwas), molto (sehr), più (mehr), meno (weniger), quasi (fast), possibile (möglichst) hinzugefügt. Bei mehrmanualigen Tasteninstrumenten können durch forte und piano verschiedene Manuale gefordert werden (Terrassendynamik). In der neueren Musik kommt das f bis zur fünffachen Steigerung fffff vor (Tschaikowsky: sechste Sinfonie).